# Bartolomeo Ramenghi

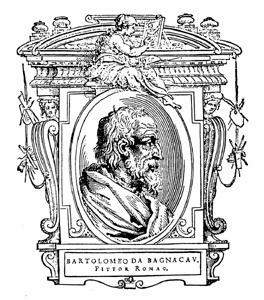
Bartolomeo Bagnacavallo, según las Vite de Vasari.

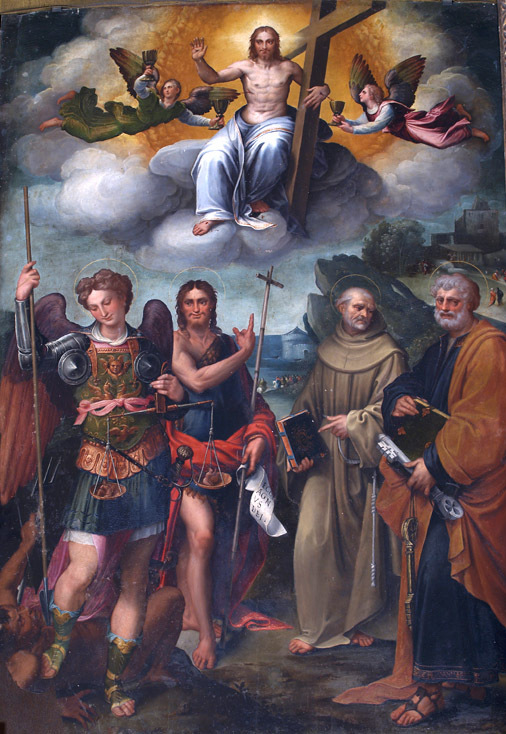
Cristo redentor entre santos, San Michele Arcangelo, Bagnacavallo.

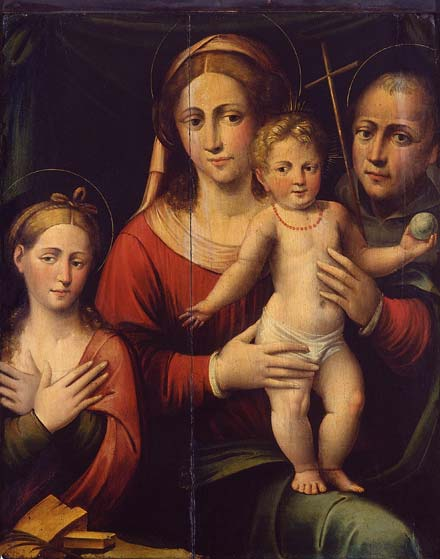
Virgen con niño y los santos Catalina y Antonio de Padua, Cassa Risparmio Peruggia.

Bartolomeo di Giovanbattista Ramenghi (Bagnacavallo, 1484-Bolonia, 2 de agosto de 1542), conocido por el nombre de su pueblo natal, Bagnacavallo, fue un pintor italiano del Renacimiento.

## Biografía
Aprendió el oficio en el próspero taller de Francesco Francia, donde ingresó en 1503. Sus primeras obras denotan una dependencia del estilo del maestro.
Durante la segunda década del siglo, se instaló en Bolonia. La obra más antigua producida ya en esta ciudad es una Crucifixión datada en 1522, para la Capilla Boncompagni en San Pietro. Según Giorgio Vasari, realizó un viaje a Roma, acompañado por su colega Biagio Pupini, que colaboró con él en una serie de frescos en San Pietro in Vincoli (destruidos). Parece que durante esta estancia en la Ciudad de los Papas mantuvo algún tipo de contacto con Rafael, pero no se sabe si efectivamente trabajó como ayudante suyo en la decoración de las Loggie vaticanas. Lo que sí es cierto es que Bagnacavallo sufrió una influencia decisiva en su estilo por parte del pintor de Urbino.
A partir de la década de 1530 son perceptibles nuevas influencias en su arte: Giulio Romano, Dosso Dossi y Parmigianino.
Su hijo Giovanni Battista Ramenghi (Bagnacavallo el Joven), también fue pintor.

## Obras destacadas
- Crucifixión (1522, Capilla Boncompagni, San Pietro, Bolonia)
- Virgen entronizada con San Roque y San Sebastián (Santa Maria della Purificazione, Bolonia)
- Virgen en gloria con niño y santos (San Donnini, Bolonia)
- Transfiguración (San Michele in Bosco, Bolonia)
- Sagrada Familia (Palacio Ducal, Urbino)